# ايديبس
ايديبس جمعية محترفين لتطوير وتحسين التعليم في إسكتلندا وهي جمعية تدعم التطوير في مجال التعليم في إسكتلندا. مع التركيز بشكل خاص على الاستحقاق والجودة. تعرف سابقاً ايديبس (جمعية المستشارين التربويين في استكلندا) طورت ايديبس قانونها الاساسي واسمها في 2005 لتعكس قوانينها المتغيرة للمهنيين العاملين في مجالات تحسين الجودة وتطوير، المناهج والتطوير المهني في التعليم الإسكتلندي اليوم. تعمل ايديبس كمنتدى يتضمن خمسمائة متخصص تربوي ويدعم المنتدى المدارس في جميع مجالات تحسين التعليم والمناهج والتطوير المهني في السلطات المحلية في إسكتلندا.
عضوية ايديبس متاحة للموظفين الدائمين والمعارين، المستشارون واصحاب الاختصاص السابقون في التحسين والتطوير، الذين ربما انتقل عملهم من السلطة المحلية ولكنهم يسعون في مواكبة التطورات التعليمية في إسكتلندا.

## روابط خارجية
موقع اديبيس
ترتبط هذه المقالة في اصل التعليم في بريطانيا. يمكنك مساعدة ويكبيديا من خلال نشرها